# Giv'at Herzl

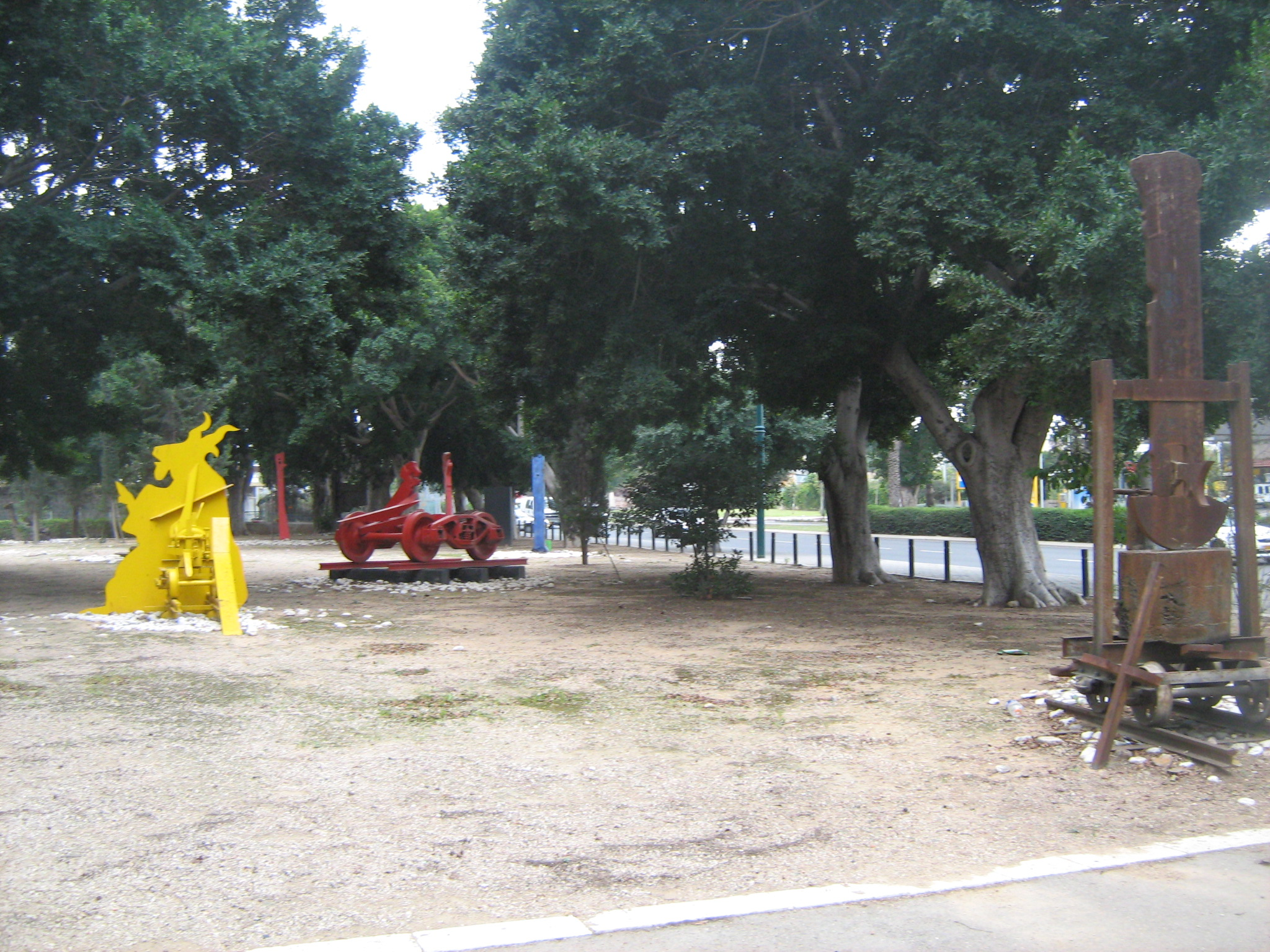
Zástavba v čtvrti Giv'at Herzl, park Abu Nabut se sochou od Jig'ala Tumarkina

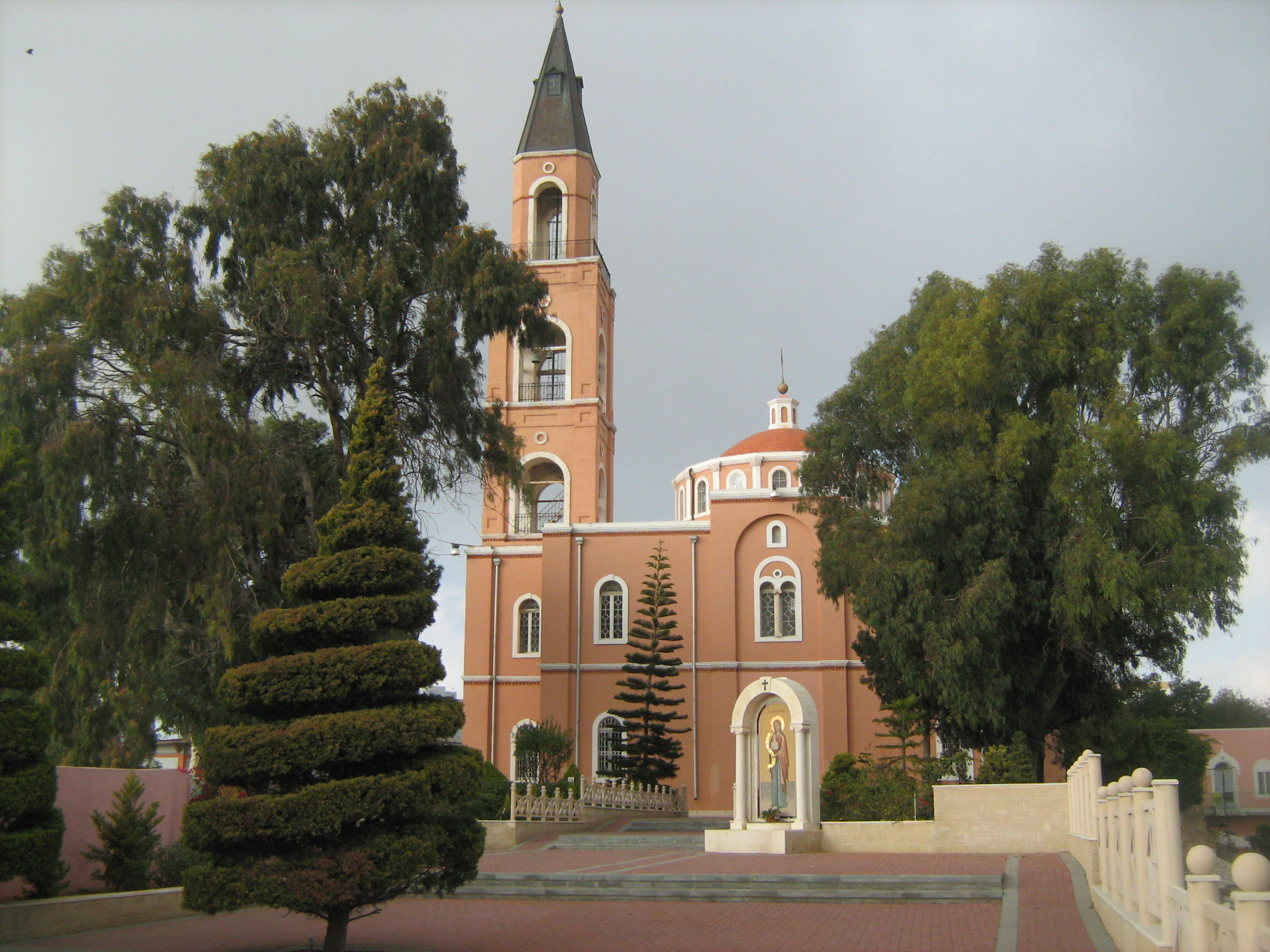
Zástavba ve čtvrti Giv'at Herzl, pravoslavný kostel svatého Petra

Giv'at Herzl (hebrejsky: גבעת הרצל, doslova Herzlův vrch) je čtvrť v jihozápadní části Tel Avivu v Izraeli. Je součástí správního obvodu Rova 7 (Jaffa).

## Geografie
Leží na jihozápadním okraji centrální části Tel Avivu, 1,5 kilometru od pobřeží Středozemního moře a od historického jádra Jaffy, v nadmořské výšce okolo 20 metrů.

## Popis čtvrti
Čtvrť volně vymezují na severu třída Derech Kibuc Galujot, na východě ulice Herzl, na jihu Derech Ben Cvi a na západě Šlabim. Na severu sousedí se čtvrtí Florentin, na východ odtud se rozkládají rozsáhlé parkové plochy. Zástavba má charakter husté městské výstavby s velkým podílem volných ploch a komerčních areálů.